# Котешки чал
Котешки чал (Котешки рид) се нарича остър алпийски гребен – разклонение на пиринското карстово било. Разположен е на мраморното било на Северен Пирин, между главното било и връх Дуниното куче. Котешкият рид се отделя от главното било в североизточно направление при безименния връх на северозапад от връх Бански суходол. Склоновете на рида са почти отвесни стени, спускащи се към циркусите Бански суходол и Баюви дупки. Представлява изключително тесен (на места до 20 сантиметра) скалист ръб. Въпреки че технически не е много труден, преминаването му е опасно, особено през зимата (образуват се козирки) и при силен вятър. Лавиноопасен. В ниските североизточни части на рида е разположен връх Дуниното куче (2481 m). Геоложкият строеж на Котешкия чал е от протерозойски мрамори. Има пропастни пещери в северозападните склонове на рида.
Котешкият чал е в границите на резервата „Баюви дупки - Джинджирица“. Изходни пунктове към чала са хижите „Бъндерица“, „Вихрен“ и „Яворов“.